# بالانگدا
بالانگدا (به لاتین: Balangoda Divisional Secretariat) یک منطقهٔ مسکونی در سری‌لانکا است که در ناحیه راتناپورا واقع شده‌است.